# Morpho rhodopteron
Morpho rhodopteron är en fjärilsart som beskrevs av Frederick DuCane Godman och Osbert Salvin 1880. Morpho rhodopteron ingår i släktet Morpho och familjen praktfjärilar. Inga underarter finns listade i Catalogue of Life.